# Джина Лолобриджида
Джина Лолобриджида (на италиански: Gina Lollobrigida) е италианска актриса, фотожурналист и скулптор, носителка на награда „Златен глобус“ и номинирана за БАФТА. През 1947 година става трета на конкурса „Мис Италия“. След 1955 година получава прозвището най-красивата жена в света. Филмите, които я правят световноизвестна, са „Фанфан Лалето“ (1952) и „Парижката Света Богородица“ (1956). Има творчество в областта на скулптурата - статуята ѝ "Есмералда" е на видно място в Тоскана, където е била почетен гражданин.

## Избрана филмография
| година | филм                       | оригинално заглавие    | роля                         | режисьор         |
| ------ | -------------------------- | ---------------------- | ---------------------------- | ---------------- |
| 1952   | Фанфан Лалето              | Fanfan la Tulipe       | Аделина Ла Франчезе          | Кристиан-Жак     |
| 1953   | Хляб, любов и фантазия     | Pane, amore e fantasia | Мария де Ритис (Палавницата) | Луиджи Коменчини |
| 1954   | Хляб, любов и ревност      | Pane, amore e gelosia  | Мария де Ритис (Палавницата) | Луиджи Коменчини |
| 1956   | Парижката Света Богородица | Notre-Dame de Paris    | Есмералда                    | Жан Деланоа      |
| 1959   | Законът                    | La legge               | Мариета                      | Жул Дасен        |
| 1959   | Соломон и Савската царица  | Solomon and Sheba      | Савската царица              | Кинг Видор       |
| 1966   | Хотел „Парадизо“           | Hotel Paradiso         | Марсел Кот                   | Питър Гленвил    |

## Избрана дискография
- 1955 – La donna più bella del mondo (Fono Film Ricordi, A45R 0003 - EP), издадена в Италия, Франция и Дания
- 1956 - D'art et d'amour/L'espagnole (Vogue Productions – V. 45-198), издадена във Франция
- 1956 - A la française/Pourquoi ne pas m'aimer? (Vogue Productions – V. 45-199), издадена във Франция
- 1958 - La loi (Versailles – 90 S 252), издадена във Франция
- 1969 – Roma, Roma, Roma/Fra te e me confidenzialmente (Carosello - CI 20233), издадена в Италия и Испания
- 1971 – Nel mio orto/Prendimi tu (RCA Italiana, PM 3623)
- xxxx - Italia mia (Selezione dal Reader's Digest)